# Just Ebel
Just Ebel (1620 – 5. marts 1700 i Skælskør) var en dansk officer.
Han var søn af officer og rådmand i Odense, Augustinus Ebel, og en datterdatter af storkøbmanden Oluf Bager, Odense. Han blev gift med Anna Burchardsdatter Steinberg, en søster til major Peter Steinberg til Skovsgård (ved Kirkerup, Slagelse).
Just Ebel blev student fra Odense Katedralskole i 1638 og studerede i 1640 i Leiden i Holland. Efter mange omskiftelser under trediveårskrigen kom han i 1648 til Skotland, hvor han kæmpede for Karl I og senere for Karl II mod Oliver Cromwell.
Da han kom tilbage til Danmark, blev han i 1657 kommandant på Møn og over Stege, hvor han i under Karl Gustav-krigene i 1658 modstod Karl X Gustavs opfordringer til at overgive øen. Han blev af Frederik III kaldt til København, og kommandantskabet overdraget til ritmester Hans Schrøder (senere adlet som von Løvenhielm).
Efter freden tjente Ebel i det Fynske Nationale Regiment og blev ved udbruddet af den skånske krig (1675-79) kommandant i Nyborg, dernæst i 1676-88 i Korsør. Herefter levede han i Skælskør, hvor han døde i 1700.